# Paul Inchauspé
Paul Inchauspé (ur. 25 lutego 2004) – francuski tenisista.

## Kariera tenisowa
W 2022 zadebiutował w cyklu ITF Men’s Circuit.
Startując w rozgrywkach juniorów, Paul Inchauspé w 2022 roku dotarł do finału Wimbledonu w grze podwójnej, grając w parze z Gabrielem Debru. W finałowym meczu przegrali z Amerykanami Sebastianem Gorznym i Alexem Michelsenem.
W rankingu gry pojedynczej najwyżej był na 1146. miejscu (10 października 2022), a w zestawieniu gry podwójnej na 928. pozycji (20 lutego 2023).

### Finały juniorskich turniejów wielkoszlemowych

#### Gra podwójna (0–1)
| Końcowy wynik | Nr | Data         | Turniej           | Nawierzchnia | Partner       | Przeciwnicy                     | Wynik finału |
| ------------- | -- | ------------ | ----------------- | ------------ | ------------- | ------------------------------- | ------------ |
| Finalista     | 1. | 9 lipca 2022 | Wimbledon, Londyn | Trawiasta    | Gabriel Debru | Sebastian Gorzny Alex Michelsen | 6(5):7, 3:6  |